# Heydər Əliyev
Heydər Əlirza oğlu Əliyev (Nahičevan, 10. svibnja 1923. – Cleveland, 12. prosinca 2003.) bio je predsjednik Azerbajdžana od 1993. do 2003. godine. U vrijeme Sovjetskog Saveza bio je predsjednik Odbora državne sigurnosti (KGB) u Azerbajdžanskoj SSR od 1967. do 1969. godine, a potom prvi tajnik CK KP Azerbajdžana od 1969. do 1982. godine. Član je Politbiroa CK KP SSSR-a i zamjenik premjera sovjetske vlade od 1982. do 1987. godine, kada ga je smijenio Mihail Gorbačov kao protivnika reformske politike.
Nakon povratka u Azerbajdžan istupao je kao nacionalist. Komunističku partiju napustio je 1991. godine i postao predsjednik parlamenta u Nahičevanskoj AO. U lipnju 1993. godine uklonio je predsjednika Əbülfəza Elçibəya s vlasti i postao predsjednik države. Kao predsjednik Azerbajdžana, godine 1994. potpisao je mirovni sporazum s Armenijom kojim je okončan Rat u Gorskom Karabahu, a Armenija zadržala vlast nad enklavom Gorski Karabah zbog koje se vodio rat od 1988. godine. Njegovim dolaskom na vlast prekinuto je razdoblje nestabilnosti. Američke i druge naftne kompanije uključile su se u eksploataciju nafte. Vladavina Əliyeva bila je obilježena korupcijom i nepotizmom. Zbog bolesti je odstupio s vlasti 2003. godine, a za predsjednika je izabran njegov sin İlham Əliyev.

## Mladost
Heydər Əliyev rođen je u Nahičevanu u kući koja se nalazila u Puškinovoj ulici, poznatoj kao Puškinski potok. Rođen je u obitelji željezničkog radnika kao četvrto od osmero djece. Obitelj Əliyev u Nahičevan je došla iz azerskog sela Džomartli u nekadašnjem Zangezurskom ujezdu (današnje selo Tanaat kod Gorisa u Armeniji). Majka njegovog oca bila je iz sela Urud (danas selo Vorotan u Armeniji). Među njegovim predcima ima i onih koji su nosili počasni naslov kerbalai koji se davao onim šijitskim muslimanima koji su hodočastili u Karbalu u Iraku. U jednom intervjuu Əliyev je rekao: "Ja po svojim korijenima pripadam muslimanskoj religiji. Po nacionalnosti sam Azer i ponosan sam s tim". U njegovoj je obitelji bilo još četvero braće: Həsən (1907. – 1993.), Hüseyn (1911. – 1991.), Aqil (1926. – 2006.) i Cəlal (r. 1928.) te tri sestre: Sura, Shafika i Rəfiqə (r. 1932.).
Nakon završenog obrazovanja na Pedagoškoj visokoj školi 1939. Əliyev je otišao studirati arhitekturu na Azerbajdžanskom industrijskom institutu. Međutim, početak Drugog svjetskog rata je prekinuo njegovo obrazovanje.

## Komunističko razdoblje

### Djelatnost u službi sigurnosti
Od ljeta 1941. godine Əliyev je radio kao načelnik odjela u Narodnom komesarijatu unutarnjih poslova Nahičevanske ASSR i u Vijeću narodnih poslanika Nahičevanske ASSR. U ljeto 1944. godine premješten je u službu državne sigurnosti. Bio je pripadnik SMERŠA, vojne protuobavještajne službe, na Ukrajinskom bojištu. U Komunističku partiju SSSR-a učlanio se 1945. godine, a iste godine završio je tečaj osposobljenja u Školi obuke rukovodstva operativnog sastava MUP-a SSSR-a. Nakon toga se vratio u Nahičevan gdje je radio u službi sigurnosti s činom poručnika.
Na 30. obljetnicu sovjetske vojske i mornarice, 1948. godine, Əliyev je odlikovan jubilarnom medaljom, a u to vrijeme promaknut je u čin natporučnika. Od te je godine vodio 5. odjel MUP-a u Azerbajdžanskoj SSR. Između 1949. i 1950. godine pohađao je Školu obuke rukovodstva operativnog sastava MUP-a SSSR-a radi prekvalificiranja u Lenjingradu koju je završio s odličnim uspjehom. Nakon toga vratio se u Baku i ubrzo je promaknut u čin satnika. Od 1953. godine radio je u Istočnom odjeljenju KGB-a, te je putovao u Pakistan, Iran, Afganistan i Tursku.
Zamjenikom šefa KGB-a u Bakuu imenovan je 1956. godine. Pod njegovim rukovodstvom i izravnim sudjelovanjem provedene su operacije djelovanja "Dvoboj", "Alagez", "Prirodoslovac" i druge. Usporedno je pohađao večernje odjeljenje Fakulteta povijesti Azerbajdžanskog državnog sveučilišta, na kojemu je diplomirao 1957. godine. Zbog uzorne službe KGB ga je odlikovao više puta. Od 1960. godine bio je na čelu protuobavještajnog odjela Vijeća ministara Azerbajdžanske SSR. Zamjenikom predsjedavajućeg KGB-a Azerbajdžanske SSR imenovan je 1964. godine Na čelu azerbajdžanskog KGB-a bio je general Semjon Cvigun, pomoćnik i zet glavnog tajnika KP SSSR-a Leonida Brežnjeva, koji je Əliyeva preporučio na položaj prvog zamjenika. Dvije godine završio je obuku rukovoditeljskog sastava s odličnim uspjehom na Višoj školi KGB-a nazvanu po Feliksu Dzeržinskom.
Cvigun je, nakon što ga je Brežnjev imenovao zamjenikom šefa KGB-a, pomogao Əliyevu da ga zamjeni na čelu Azerbajdžanskog KGB-a. Tako je Əliyev odlukom Prezidijuma Vrhovnog sovjeta Azerbajdžanske SSR imenovan na dužnost šefa azerbajdžanskog KGB-a 21. lipnja 1967. godine Bio je prvi Azer na toj dužnosti nakon Mir Cəfəra Bağırova. Na toj dužnosti ostao je do 14. srpnja 1969. godine. Kao šef azerbajdžanskog KGB-a, dao je velik doprinos nacionalizaciji i obuci obavještajnih stručnjaka. Promaknut je u čin generala bojnika. Zbog zasluga u službi, šef KGB-a u SSSR-u Jurij Andropov poslao mu je pismo zahvale i vrijedan poklon.

### Vođa sovjetskog Azerbajdžana
U srpnju 1969. godine Əliyev je bio izabran za predsjednika CK AzKP. Nedugo nakon što je preuzeo vodstvo nad partijom, započeo je čišćenje kadrova u partiji, državi, poduzećima i Komsomolu, a uklonio je i nekoliko republičkih ministara. U prve dvije godine na čelu Republike, smijenio je gotovo desetak ministara, partijskih tajnika u rajonskim ograncima, uključujući glavnog tajnika KP AO Gorskog Karabaha i svog rodnog Nahičevana. Novoimenovani dužnosnici bili su povezani s Əliyevim preko njegove mreže u KGB-u ili na drugi način. U prvih pet godina vlasti, dvije trećine Vijeća ministara, osam od deset članova partijskog biroa, tri od četiri tajnika Centralnog komiteta, trinaest od četrnaest šefova odjeljenja CK-a, trideset i sedam od četrdeset i pet rajonskih partijskih tajnika je bilo zamijenjeno. Popunjavajući položaje svojim ljudima, Əliyev je izgradio širok aparat pod svojom kontrolom.
Nakon što je preuzeo vodstvo, životni standard u Azerbajdžanu je porastao, iako je bio ispod sovjetskog prosjeka. U Azerbajdžanu je 1970. godine dohodak po glavi iznosio svega 63% prosječnog sovjetskog dohotka po glavi, da bi do 1980. godine porastao na 80%. Azerbajdžanska SSR je pod Əliyevim vodstvom zabilježila rast industrijske i poljoprivredne proizvodnje i temeljito čišćenje od korupcije, te jačanje partijskog ideološkog držanja.
Njegovim dolaskom na čelo Azerbajdžana uveden je i kult ličnosti. Od gospodarstva do umjetnosti, Əliyev je isticao ideologiju i središnju ulogu Komunističke partije, posebice kao ideološku vodilju. Jačanje uloge partije ili primjena ideologije često su bila djelomična rješenja svakom problemu u Republici. Əliyevljev prvi govor pred plenumom CK AzKP u kolovozu 1969. godine imenovao je "krivce" i osudio uzimanje mita, ucjenjivanje i pokroviteljstva. U obraćanju pred 25. kongresom KP SSSR-a 1976. godine, najavio je veću partijsku kontrolu nad gospodarstvom, izborom kadrova i "moralnom naobrazbom radnika" u borbi protiv sebičnih interesa, malograđanskog mentaliteta i pohlepe. U siječnju 1981. godine, na 30. kongresu AzKP, predložio je plan temeljite rekonstrukcije višeg obrazovanja kroz jaču ulogu partije među učiteljima i školama, umjetnosti i društvenih znanosti.
Əliyev je vodio politiku balansiranja između korjenizacije i održavanja dobrih odnosa sa središnjom vlasti. Promaknuo je Azere na gotovo sve vladajuće položaje. Simbolično je vratio posmrtne ostatke pisca Hüseyna Cavida koji je umro u izbjeglištu u Sibiru 1941. godine u vrijeme Staljinovih čistki. Istovremeno je održavao dobre odnose s glavnim tajnikom Leonidom Brežnjevim te izbjegavao sukobe s Moskvom. Oštro je optuživao članove partije zbog neadekvatnog obnašanja dužnosti. Mnogi su izgubili položaje, a neki su bili izbačeni iz partije. Krajem 1970-ih godina, glavni tajnik partijskog gradskog ogranka u Gənci i član CK AzKP bio je smijenjen s položaja, a glavni tajnici regionalnih ogranaka u Şamaxıu i Qazaxlıu su izbačeni iz partije. Zbog "greški u pripremanju kadrova", glavni tajnici rajonskih ogranaka iz Ağsua, Culfa, Qəbəle i Daşkəsəna i drugih mjesta, bili su uklonjeni s položaja. Nakon što je kritizirao rad pravosuđa, Əliyev je uklonio i tužitelja Gamboja Mamedova te njegova tri pomoćnika. Većina uklonjenih bili su Azeri, a samo nekolicina Rusi.
Broj članova AzKP je 1979. godine, u odnosu na 1970. godine porastao za 27%, pa je ukupan broj članova bio 330 319. Əliyev nije isticao da taj broj ipak predstavlja samo 6% ukupnog stanovništva, i da je udio radnika i kolhoznika u partiji nastavio opadati. Nacionalnost članova partije također nije isticana. Iako je postotak Azera u AzKP porastao, oni su i dalje bili nerazmjerno predstavljeni. Činili su 66% članstva, dok su Azeri činili 74% ukupnog pučanstva Azerbajdžana. Istodobno, Rusi i Armenci su bili prezastupljeni.
Nakon smrti Brežnjeva, Andropov je 1982. godine pozvao Əliyeva u Moskvu i imenovao ga članom Politbiroa te prvim potpredsjednikom vlade. Svoje imenovanje mogao je zahvaliti uspješnom radu u KGB-u i na dužnosti prvog tajnika KP Azerbajdžana. Bio je prvi musliman koji je postao član Politbiroa. Kao štićenika Brežnjeva, Əliyeva su smatrali Andropovim odanikom, posebice zato što je zbog promaknuća bio obvezan isključivo prema Andropovu. Kako je bio Azer i porijeklom musliman, iako ateist, njegovo promaknuće izazvalo je mnogo sumnje u stranom tisku. Njegov dobar odnos s komunističkim partijama na Bliskom Istoku i njegova veza s Turskom, mnogima je sugerirala jačanje sovjetskog djelovanja na tom prostoru. Alijev se, međutim, nikada nije predstavljao kao musliman, niti kao predstavnik sovjetskih muslimana. Čak i nakon što je napustio položaj glavnog tajnika AzKP, njegov nasljednik, Kamran Bağırov, zadržao je aparat odan Əliyevu, čime je i dalje zadržao utjecaj u Azerbajdžanu.
Njegov položaj je oslabio 1985. godine kada je Mihail Gorbačov postao glavni tajnik KP SSSR-a. Gorbačov je imao u vidu smanjiti utjecaj elite iz Brežnjevljevog razdoblja u partiji i vladi. U razdoblju od 20 godina bio je narodni poslanik u Vrhovnog sovjeta SSSR-a, a u razdoblju od pet godina obnašao je dužnost predsjednika Vrhovnog sovjeta SSSR-a.
Kako je pripadao konzervativnim antireformskim snagama u SSSR-u, Əliyev je bio primoran odstupiti s položaja, službeno zbog zdravstvenih razloga, no i usred sumnji zbog upletenosti u korupciju. Zbog krvoprolića kojeg je počinila Crvena armija nad nedužnim stanovništvom glavnog grada Azerbajdžana Bakua 20. siječnja 1990. godine, Əliyev je, kao zastupnik Azerbajdžana u Moskvi, tražio da se kazne organizatori i počinitelji. U znak prosvjeda protiv komunističkog vodstva SSSR-a nakon što je Azerbajdžan izgubio enklavu Gorski Karabah, Əliyev je u srpnju 1991. godine napustio Komunističku partiju.

## Neovisni Azerbajdžan
Nakon što se u srpnju 1990. godine vratio u Azerbajdžan, Əliyev je najprije živio u Bakuu, a potom u Nahičevanu. Iste godine izabran je za poslanika u Vrhovnom sovjetu Azerbajdžanske SSR. Između 1991. i 1993. godine bio je predsjednik Narodne skupštine Nahičevanske Autonomne Republike i zamjenik predsjednika Vrhovnog sovjeta Azerbajdžanse SSR. Na osnivačkoj skupštini Stranke Novi Azerbajdžan održanoj 1992. godine u Nahičevanu, izabran je za njezinog predsjednika.
Na prvim demokratskim izborima održanim u rujnu 1991. godine za predsjednika je izabran Ayaz Mütəllibov, glavni tajnik Komunističke partije Azerbajdžana koji se natjecao bez protukandidata. Mjesec poslije, 18. listopada 1991. godine Azerbajdžan je postao neovisan od Sovjetskog Saveza. Mütəllibov je nakon niza poraza u ratu za Gorski Karabahu i pokolja Azera od strane Armenaca u gradu Hodžali (Ivanjan) postao vrlo nepopularan. U ožujku 1992. godine odstupio je s položaja predsjednika, no Narodna skupština ga je ponovno nakon dva mjeseca postavila na predsjednički položaj. Međutim, Azerbajdžanska narodna fronta zbacila ga je s vlasti i novi izbori održani su u lipnju 1992. godine Əliyev, koji je tada živio u Nahičevanu, nije se mogao kandidirati zbog dobnog ograničenja. Izbore je dobio Əbülfəz Elçibəy, vođa Narodne frone, s 55% glasova.
Elçibəy nije bio u stanju nositi se s frakcijskim borbama unutar Azerbajdžanske narodne fronte niti ovladati upravom koju su činili bivši komunisti, štoviše, nije imao vlast niti nad oružanim snagama. Zbog gomilajućih azerskih poraza u ratu za Karabah, Elçibəy je smijenio jednog od ključnih zapovjednika u ratu, Surəta Hüseynova. Hüseynove postrojbe su zbog toga u lipnju 1993. godine povele otvorenu pobunu protiv Elçibəya i zauzele grad Ganju te krenuli prema glavnom gradu Bakuu. Da bi izbjegao državni udar Elçibəy je pozvao Əliyeva da posreduje u nastaloj krizi. Əliyev je prihvatio poziv i truskim zrakoplovom stigao u Baku. Njegov dolazak u Baku označio je kraj Elçibəyeve vladavine.

## Na vlasti

### Stabilizacija
Əliyev je djelovao brzo. Pregovarao je s Hüseynovim čije su postrojbe opkolile Baku. Hüseynov je uskoro dobio položaj predsjednika vlade, no nije ga zadržao dugo. Əliyev je 15. lipnja 1993. godine izabran za predsjednika Narodne skupštine Azerbajdžana, čime je privremeno stekao predsjedničke ovlasti. Tri dana poslije Elçibəy je sam otišao u izbjeglištvo u rodno selo Keleki kod Nahičevana, a u međuvremenu Əliyev je raspisao referendum kojim je Elçibəyu izglasovano nepovjerenje. Əliyev je 3. listopada 1993. godine izabran za predsjednika s 98.8% glasova.
Kada je Əliyev stigao u Baku, Azerbajdžan je doživljavao poraze na brojnim područjima. Gubio je rat za Gorski Karabah, gradovi su bili prenapučeni izbjeglicama, gospodarstvo je bilo zahvaćeno kolapsom širom bivšeg gospodarskog područja SSSR-a, Rusija i Iran imali su neprijateljski stav prema Azerbajdžanu, a Zapad je bio nezainteresiran. Əliyev je uspio državi dati stabilnost. Poništio je neke Elçibəyeve odluke i tako uspio normalizirati odnose s većim silama u okruženju.
Najveći problem s kojim se suočavao Əliyev bio je Gorski Karabah i okolna područja. U tom vremenu zbunjenosti, od kada je Elçibəy otišao u izbjeglištvo do Əliyevog izbora za predsjednika, Azerbajdžan je izgubio veliki dio područja istočno i jugoistočno od Gorskog Karabaha od Armenaca. Əliyev je pokušao vratiti oduzeto područje. Da bi uklonio prijetnju, raspustio je postrojbe odane Narodnoj fronti. Pred njim je bio zadatak izgradnje pravih oružanih snaga. U prosincu 1993. godine Əliyev je pokrenuo novu vojnu kampanju u Gorskom Karabahu koja je trajala do proljeća 1994. godine, no bez uspjeha. U tom razdoblju azerske žrtve uvelike su nadmašivale armenske. U svibnju 1994. godine uz posredovanje Rusije postignuto je primirje kojim je okončan rat za Gorski Karabah.

### Vanjska politika
Əliyev je pokušao popraviti odnose s Rusijom i Iranom te istodobno izgraditi bolje odnose sa Zapadom. Vodio je vanjsku politiku balansiranja za koju je vjerovao da je nužna radi preživljavanja Azerbajdžana u nezgodnom okruženju te radi oživljavanja gospodarstva. Uspješno je vodio vanjsku politiku s Iranom te se nije uzdizao pred Rusijom, što je bila taktika njegove realne politike. Azerbajdžan se pridružio Zajednici neovisnih država (ZND) 1993. godine, što su kritizirale mnoge pristaše Narodne fronte i bivši predsjednik Elçibəy.
Priznao je ruske interese u Zakavkazju te potpisao protokole o zajedničkom obrambenom i gospodarskom pojasu. Međutim, njegovi odnosi s Moskvom bili su prazna priča, jer nije značajno implementirao niti jedan od sporazuma. Odnosi između dvije države su se poboljšali i ishodili su brojnim strateškim trgovinskim i gospodarskim sporazumima, među kojima su najznačajniji najam radara u Qabali i razgraničenje Kaspijskog jezera.
Əliyev je održavao dobre odnose s Turskom preko osobnih odnosa s turskim predsjednikom Süleymanom Demirelom. Tursku je smatrao strateškim partnerom i vratima prema Zapadu za azerbajdžansko gospodarstvo te je zbog toga vjerno održavao prijateljstvo s njom. Također, Turska je bila siguran prolaz za azerbajdžansku naftu prema zapadnom tržištu.
Azerbajdžanski ugljikovodik Əliyev je rabio kao ulog Zapada u azerbajdžansku stabilnost. Važni čimbenici u Əliyevoj vanjskoj politici bili su izvoz nafte i izgradnja naftovoda Baku-Tbilisi-Ceyhan. Stoga je Azerbajdžan trebao ulaganja na visokoj razini kao i tehničku stručnost radi razvoja azerbajdžanskih ugljikovodičnih resursa. Radi toga je donesena odluka o pozivu stranih kompanija u Azerbajdžan. Kada je tek došao na vlast, Əliyev je zamrznuo pregovore sa stranim kompanijama, izuzev ruskih i iranskih, koje je ranije vodio Elçibəy. Prva stvar koju je napravio Əliyev bila je davanje 10% udjela ruskom Lukoilu u predstojećem ugovoru.
Əliyev je sastavio tim radi postavljanja uvjeta ugovaranja s konzorcijem međunarodnih kompanija pod vodstvom British Petroleuma radi proširivanja prava azerbajdžanskih naftnih polja. Također je poslao svoga sina İlhama Əliyeva kao svog doušnika u pregovorima. Ugovaranje se vrtilo oko distribucije profita i naftih polja koja trebaju biti uključena. Sudeći po svemu, ugovaranje je završilo dobrom pogodbom za Azerbajdžan. Ugovor je povukao 7.4 milijardi USD ulaganja na preko 30 godina u tri naftna polja u azerbajdžanskom šelfu. Nadalje, konzorcij je morao platiti Azerbajdžanu 300 milijuna USD kao bonus.
Konzorcij je činilo deset velikih kompanija iz šest zemalja. Davanje udjela naftnih polja konzorciju bila je strategija izgradnje diplomatskog štita. Posljednji ugovor, kojeg Azeri nazivaju "ugovorom stoljeća", potpisan je 20. rujna 1994. godine u palači Gulistan u Bakuu. Važnost ugovora nije se očitovala samo u veličini investicija nego i u poruci drugima da je Azerbajdžan dovoljno stabilan za investicije velikih razmjera.

### Unutarnja politika
Kako je osigurao probitke u vanjskoj politici i naftnoj diplomaciji, Əliyev se počeo baviti učvršćivanjem vlasti unutar države. U listopadu 1994. godine, pod optužbom za izdaju, raspustio je generala Hüseynova s položaja predsjednika vlade, a on je potom pobjegao u Rusiju. Za izdaju su optuženi i drugi ministri nadležni za državni monopol sile - ministar obrane i ministar unutarnjih poslova.
Əliyev položaj, međutim, i dalje nije bio siguran. U prvim godinama predsjednikovanja, njegov položaj osporavali su razni područni klanovi kao i podanici raznih ruskih, turskih i iranskih mreža. Na površinu je izbio separatizam na jugu Azerbajdžana, naseljenog Tališima, nacionalnom skupinom koja govori perzijski jezik. Tališki nacionalistički general Alikram Hummatov je u lipnju 1993. godine, u vrijeme opsjedanja grada Lenkarana na jugu Azerbajdžana, proglasio Tališku Mugansku Autonomnu Republiku. Kako nije imao raspoloživu vojsku protiv Hummatova, Əliyev je pokrenuo lokalni ustanak protiv njega, zbog čega je Hummatov pobjegao. Əliyevu je uvelike pomoglo što je bio u središtu mreže onih prijatelja i kolega iz vremena kada je bio čelnik Komunističke partije, no, što je još značajnije, i onih kada je vodio azerbajdžanski KGB. Uslijedili su drugi pokušaji ustanaka i atentata protiv Əliyeva, no poslije svakog napada on je učvrstio vlast.
Novi Ustav Azerbajdžana donesen je 1995. godine. Prvi parlamentarni izbori u neovisnom Azerbajdžanu održani su 12. studenog 1995. godine, a Əliyeva Stranka Novi Azerbajdžan izašla je kao pobjednik.